# Feuchtwerk

Schema eines Offsetdruckwerkes, Modell Roland, Feuchtwerk blau, Farbwerk rot

 Ein Feuchtwerk wird in der Offsetdruckmaschine verwendet. Es benetzt die nichtdruckenden Partien der Druckform mit einem dünnen Feuchtmittelfilm, der eine Einfärbung mit Druckfarbe verhindert. Das geschieht mit einer Anzahl sich berührender Walzen, die ein Feuchtmittel gleichmäßig auf die Druckplatte auftragen. Es besteht vorwiegend aus Wasser und wird aus einem Wasserkasten mit Walzen, Bürsten, Düsen oder in ähnlicher Weise auf die erste Walze übertragen und dann als Film über alle Walzen gleichmäßig zur Druckplatte befördert.
Feuchtwerke sind eine Weiterentwicklung der Wischerwalze, die zum manuellen Feuchten des Lithografiesteins verwendet wurde. Da ein Teil des Feuchtmittels über Druckfarbe, Druckplatte, Gummituch und Papier verbraucht wird und ein weiterer Teil verdunstet, muss kontinuierlich neues Feuchtmittel über das Feuchtwerk zugeführt werden. Das Feuchtmittel besteht überwiegend aus Wasser und zu 2 bis 30 % aus gelösten Zusätzen. Zu diesen gehören Alkohol (IPA) oder Alkohol-Ersatzstoffe und verschiedene Konditionier wie pH-Puffer, Enthärter und Biocide (gegen Algen, Pilze usw.). Feuchtwerke werden nach ihrer Bauart unterschieden:

## Heberfeuchtwerk
Hierbei handelt es sich um eine ältere Bauform, bei der die Feuchtmittelzufuhr diskontinuierlich durch einen umlaufenden Duktor und einen oszillierenden Heber erfolgt, der das Feuchtmittel vom Duktor abnimmt und an eine weitere Walze überträgt. Hier wird es gleichmäßig verteilt und an die Auftragswalzen übertragen, von denen die Druckplatte entsprechend gefeuchtet wird. Der Duktor im Wasserkasten und die Auftragswalzen sind mit einem saugfähigen Material, wie Plüsch, Molton oder Frottee überzogen. Dieses System besitzt allerdings eine hohe Trägheit bei Veränderungen in der Zuführung der Feuchtmittelmenge, da der Stoffbezug als Wasserspeicher wirksam wird. Weitere Nachteile sind Fusseln der Bezüge, ungleichmäßige Feuchtmittelverteilung und hoher Wartungsaufwand. Während des Druckens werden die Bezüge zunehmend mit Farbe verunreinigt und müssen deshalb häufig außerhalb der Druckmaschine von Hand oder mit einer Feuchtwalzen-Waschmaschine gereinigt werden. Aufgrund dieser Nachteile gibt es heute in der Praxis kaum noch Heberfeuchtwerke dieser Bauart.
Um die Nachteile der Stoffbezüge auszugleichen, wurde die sogenannte Alkoholbefeuchtung eingeführt. Dabei werden die stoffbezogenen Feuchtauftragswalzen gegen unbezogene, weiche Gummiwalzen ausgetauscht.

## Sprühfeuchtwerk
Eine weitere Variante sind die Sprühfeuchtwerke, bei denen die benötigte Feuchtwassermenge über Bürsten, Düsen oder Schleudern auf eine Walze aufgebracht wird. Diese Systeme werden auch als kontaktlose Feuchtwerke bezeichnet und vorzugsweise im Zeitungsdruck eingesetzt. Ihr Vorteil besteht darin, dass emulgierte Farbe und gelöster Papierstaub nicht in den Feuchtmittelvorrat gelangt. Außerdem kann die Feuchtmittelmenge nicht nur über die gesamte Breite der Maschine gesteuert, sondern auch partiell beeinflusst werden. Das geschieht mittels einer Klappe, bei der die Öffnung verstellbar ist und dadurch mehr oder weniger Feuchtmittel auf die Platte gelangt. Gerade bei Zeitungsdruckmaschinen, die häufig eine sehr unterschiedliche Farbbelegung aufweisen und auch verschiedene Farben in einem Druckwerk einsetzen, ist die partielle Feuchtmitteleinstellung von Vorteil.

## Filmfeuchtwerk
Diese Systeme sind heute sehr verbreitet und arbeiten ohne Heberwalze und Stoffbezüge, benötigen jedoch Alkohol- oder spezielle sonstige Zusätze im Feuchtwasser. Dabei wird der Feuchtmittelfilm von der gummibezogenen Tauchwalze aus dem Wasserkasten geschöpft. Als Nächstes kommt eine Walze mit harter Oberfläche, zumeist aus Keramik, seltener aus Chrom. Die Chrom- und die Keramikwalze werden separat angetrieben und aufgrund der einstellbaren Drehzahl wird die benötigte Feuchtmittelmenge gesteuert und von den Auftragswalzen auf die Druckplatten übergeben. Filmfeuchtwerke sind reaktionsschnell, denn jede Änderung der Feuchtmittelführung wird sofort wirksam. Das zum Drucken notwendige Farb-Wasser-Gleichgewicht wird schnell erreicht und reduziert den Anteil an Makulatur.